# Zetting
Zetting è un comune francese di 835 abitanti situato nel dipartimento della Mosella nella regione del Grand Est.

## Storia

### Simboli
Lo stemma del comune si blasona: 
Il crampone è il simbolo dei Nassau-Saarbrücken, ancora visibile in alcune parti del territorio comunale. I corvi ricordano l'abbazia di Tholey che aveva varie proprietà a Zetting.

## Società

### Evoluzione demografica
Abitanti censiti